# 勝手にオネーサン
勝手にオネーサン（かってにオネーサン、2月24日 - ）は、日本の動画クリエーター、インフルエンサー。

## 経歴
山形県出身。大手ディーラーの社員時代に、SNSを使ってインフルエンサーとなる。ディーラーを退社後、山形弁×標準語のバイリンガルとして動画インフルエンサーの活動を開始。
2022年、テレビユー山形の「どすコイやまがた」のMCに就任。
「どすコイやまがた」で共演していたフリーアナウンサーの大塩由起（元テレビユー山形アナウンサー）とコンビで「みるくがーる」を結成。
2023年10月1日、山形市消防団の消防団活動を幅広くPRするため、消防団に入団。6日に山形市消防本部で辞令交付式に出席。
2024年2月、やまがた合同企業説明会２０２５のアンバサダーに就任。
7月、山形パナソニックのYouTube「山パナチャンネル」に出演。
8月2日、山形県の「カーボンニュートラルやまがた県民運動」の活動でタイアップ動画制作に携わった。
8月21日、YouTubeチャンネル「勝手にオネーサン」を開設。
2025年1月1日、Stand.fmで「みるくがーる」のラジオ配信「みるくがーるのちょどしてRADIO」を開始。

## 人物
- 趣味- プロレス観戦。
- 家族- 父母、祖父母。
- 好きな食べ物は、焼きそば。苦手な食べ物は、パセリとセロリ。
- 中高生時代は6年間ソフトボールをしていた。
- 長所は愛に溢れているところ、短所は飽きっぽいところ。
- カラオケの十八番は、山本リンダの狙い撃ち。
- 初恋は3歳くらいの時で、お泊り会で手を繋いだ思い出がある。

## 出演
- どすコイやまがた（テレビユー山形）- MC

## CM
- 山形県自動車整備振興会 - みるくがーるでの出演[5]

## その他
- HOVERAir X1 Smart公式アンバサダー